# Teruzuki
Il Teruzuki (照月? lett. "Luna pallida/splendente") è stato un cacciatorpediniere della Marina imperiale giapponese, seconda unità della classe Akizuki. Fu varato nel novembre 1941 dai cantieri Mitsubishi a Nagasaki.
Appartenente alla 61ª Divisione, fu presente alla battaglia delle isole Santa Cruz (26-27 ottobre) e poi partecipò con un ruolo più attivo alla decisiva battaglia navale di Guadalcanal (12-15 novembre), distinguendosi in particolare nel primo scontro notturno. Rientrato a Truk pressoché illeso, a inizio dicembre fu inviato alle isole Shortland per rafforzare la scorta ai viaggi del Tokyo Express: proprio alla prima missione, però, fu messo fuori uso da almeno un siluro lanciato da una motosilurante, poco al largo di Guadalcanal. Evacuato, affondò nelle prime ore del 12 dicembre.

## Servizio operativo

### Costruzione
Il cacciatorpediniere Teruzuki fu ordinato nell'anno fiscale edito dal governo giapponese nel 1939. La sua chiglia fu impostata nel cantiere navale della Mitsubishi, a Nagasaki, il 13 novembre 1940 e il varo avvenne il 21 novembre 1941; fu completato il 31 agosto 1942. Il comando fu affidato al capitano di fregata Tsuneo Orita che, tra l'8 e il 30 settembre, si occupò della messa a punto nelle acque di Yokosuka.

### Santa Cruz e Guadalcanal
Il 7 ottobre il Teruzuki fu assegnato alla 61ª Divisione, inquadrata nella 10ª Squadriglia cacciatorpediniere dipendente dalla 3ª Flotta del viceammiraglio Chūichi Nagumo – la squadra di portaerei. Salpò il 10 da Yokosuka e quattro giorni più tardi si aggregò alla flotta in alto mare, a nord delle isole Salomone, in tempo per partecipare alla battaglia delle isole Santa Cruz (26-27 ottobre).
Il Teruzuki costituì con altri sette cacciatorpediniere e l'incrociatore pesante Kumano l'anello difensivo per le portaerei Shokaku, Zuikaku e Zuiho: all'alba del 23 ottobre fu inviato verso est con l'incrociatore pesante Chikuma (proveniente dal secondo scaglione della 3ª Flotta messo in avanguardia) per coprirlo nel lancio di idrovolanti che avrebbero dovuto localizzare le forze statunitensi, il cui arrivo era atteso da est. Riunitosi alle portaerei il 26 ottobre, durante il primo attacco dei gruppi imbarcati statunitensi fu mancato di misura dall'ordigno di un bombardiere in picchiata Douglas SBD Dauntless; lo scoppio causò danni superficiali allo scafo e qualche vittima. Dopo aver seguito le evoluzioni delle portaerei nel corso del combattimento, il Teruzuki fu nuovamente preso di mira verso le 01:00 del 27 da due idrovolanti Consolidated PBY Catalina, equipaggiati con radar. Una bomba centrò l'unità e uccise sette marinai, pur senza infliggere danni incapacitanti. Altre due fonti, al contrario, riportano che l'ordigno esplose a breve distanza dalla nave, ma confermano i sette marinai uccisi. In ogni caso il Teruzuki poté continuare a rimanere a fianco della danneggiata Zuiho e accompagnarla fino alla grande base atollina di Truk, raggiunta il 29; il capitano Orita ormeggiò l'unità a fianco di una nave officina per le riparazioni del caso. Circa due settimane più tardi il Teruzuki, tornato operativo, fu prestato con il resto della 10ª Squadriglia a uno scaglione della 2ª Flotta, incaricato di bombardare con le due navi da battaglia veloci Hiei e Kirishima il conteso aeroporto di Guadalcanal e sgombrare la strada a un importante convoglio di rinforzi, in attesa alle isole Shortland. La distruzione delle piste e dei velivoli doveva avvenire la notte tra il 12 e il 13 novembre, ma i giapponesi s'imbatterono in due Task Group statunitensi inattesi e scoppiò una violenta e caotica battaglia notturna. Il Teruzuki si trovava in fondo alla colonna di sinistra della scompaginata formazione nipponica, più arretrata rispetto alle due corazzate al centro; venuta meno ogni coordinazione, il capitano Orita scambiò bordate con un incrociatore nemico non identificato e poi con ben sei diversi cacciatorpediniere. Uno di questi era di sicuro il USS Laffey, cui un siluro del Teruzuki asportò l'intera poppa, lasciandolo facile preda di altre navi giapponesi. Orita e i suoi ufficiali non accesero mai il proiettore da ricerca e, pertanto, il Teruzuki rimase un bersaglio sfuggente, uscendo pressoché illeso dal furioso combattimento. Al contrario la corazzata Hiei aveva subito danni pesanti e aveva perso ogni capacità di manovra, pertanto il Teruzuki fu assegnato alla sua difesa assieme ai cacciatorpediniere Shiratsuyu, Shigure, Yugure e Yukikaze, mentre l'equipaggio cercava di salvare l'unità. Ogni tentativo fu però reso vano dal timone bloccato e, soprattutto, da due attacchi aerei che piazzarono diverse bombe e almeno tre siluri sulla Hiei, che alla fine fu abbandonata e, molto probabilmente, mandata a fondo su ordine del comandante (viceammiraglio Hiroaki Abe).
Il Teruzuki lasciò le acque di Guadalcanal e si portò a nord, nei pressi dell'atollo di Ontong Java, dove si trovava il resto della 2ª Flotta. Impressionato dal fallimento, il viceammiraglio Nobutake Kondō decise di ritentare la missione nella notte del 14-15 novembre guidando personalmente, dalla sua nave ammiraglia Atago, la superstite Kirishima, tutte le navi ancora in grado di combattere e quelle che ancora non erano state schierate. Il Teruzuki, con l'Asagumo, fu assegnato alla difesa ravvicinata della Kirishima in previsione del cannoneggiamento dell'aeroporto; il cacciatorpediniere, quasi sicuramente, non aveva però avuto modo di rifornire il deposito dei siluri di scorta. La squadra nipponica fu contrastata da una formazione statunitense improvvisata, forte di due navi da battaglia (USS Washington, USS South Dakota) e quattro cacciatorpediniere. Nella prima fase della battaglia le unità nipponiche, suddivise in vari gruppi, riuscirono ad affondare o mettere fuori uso tutti i cacciatorpediniere americani; in seguito, però, il contrammiraglio Willis Lee fece un uso proficuo del radar e annientò la Kirishima con i grossi calibri a sua disposizione, oltre a evadere i siluri giapponesi. Nel corso di questo scontro il Teruzuki, pur portatosi a prua della Kirishima, non compì azioni rilevanti e verso le 01:00 del 15 novembre si unì al vano inseguimento della Washington che, in seguito il ripiegamento della South Dakota danneggiata, aveva scelto di ritirarsi verso sud dopo aver doppiato l'estremità occidentale di Guadalcanal. Lasciata perdere la caccia il Teruzuki, l'Asagumo e il Samidare attorniarono l'immobile Kirishima in fiamme che, in ultimo, fu abbandonata dall'equipaggio raccolto dai tre cacciatorpediniere; affondò attorno alle 03:30. La flotta ripiegò a Truk, raggiunta il 18 novembre; qui il Teruzuki assunse brevemente il ruolo di ammiraglia per la 10ª Squadriglia del contrammiraglio Susumu Kimura e lo cedette il 1º dicembre al moderno incrociatore leggero Agano.

### L'affondamento

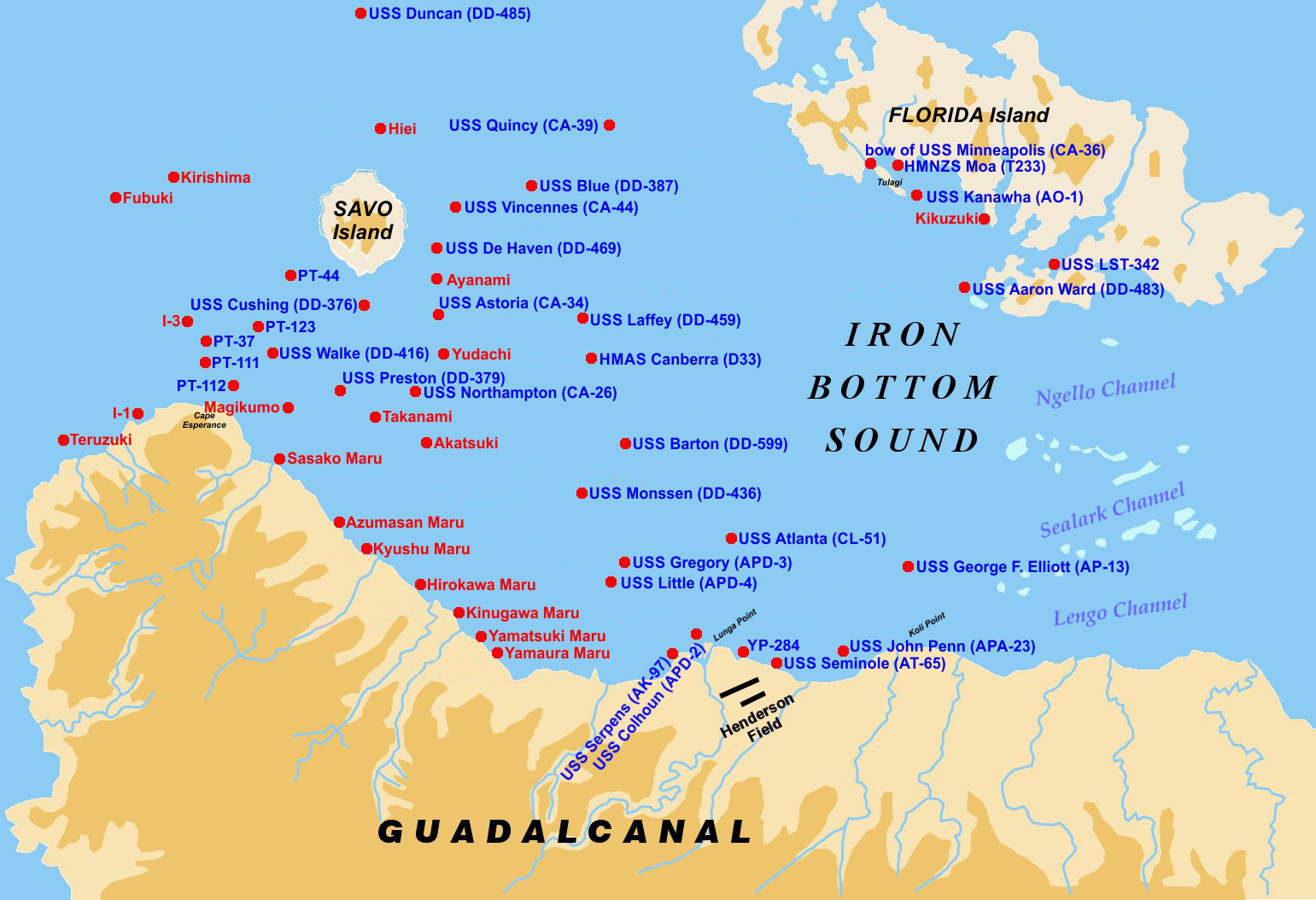
Mappatura dei relitti giapponesi e statunitensi nelle acque di Guadalcanal: l'approssimativa posizione del Teruzuki è a sinistra, al centro

Le missioni di rifornimento per le affamate truppe a Guadalcanal avevano visto l'introduzione, a fine novembre, di un nuovo stratagemma: fusti di carburante ripuliti, riempiti di vettovaglie, munizioni, medicine e quant'altro di necessario erano scaricati in massa da gruppi di cacciatorpediniere che sfilavano lungo le coste in mano giapponese, durante le ore notturne. La guarnigione inviava poi canoe o anche uomini a nuoto, che trascinavano a riva i fusti. Sperimentato con risultati modesti la notte del 30 novembre, il nuovo metodo fu migliorato e la Flotta Combinata suggerì un potenziamento delle unità addette alla copertura; furono così scelti il Teruzuki e altri due cacciatorpediniere.
Il Teruzuki si era trattenuto all'atollo di Truk, subendo tra l'altro un trascurabile danno alla carena a causa dell'urto con una scogliera mal segnalata. Poté comunque salpare il 5 dicembre per le Shortland, dove arrivò senza problemi il 7 per divenire la nuova nave di bandiera del contrammiraglio Raizō Tanaka, comandante in capo della 2ª Squadriglia. Il pomeriggio dell'11 l'unità si pose alla testa di una forza di quattro cacciatorpediniere, incaricata di proteggerne sei altri colmi di fusti di rifornimento: la missione fu scoperta dagli statunitensi grazie alla decrittazione dei messaggi radio e, a metà strada, le navi nipponiche furono attaccate da alcuni Dauntless che, però, non misero a segno alcun colpo. Dopo la mezzanotte il Teruzuki e gli altri cacciatorpediniere arrivarono in vista di Guadalcanal; verso le 01:00 iniziarono le operazioni di scarico dinanzi Kamimbo, modesta baia sulla punta nord-occidentale dell'isola. L'ammiraglia si mantenne a poca distanza dalla costa, a velocità ridotta, ma non scorse le motosiluranti PT-37, 40 e 48 che, in arrivo da sud-est dell'isola di Savo, erano state informate dell'arrivo dei giapponesi; le piccole unità rilasciarono vari siluri all'indirizzo dei cacciatorpediniere nemici. Nel frattempo i fusti erano stati tutti messi in mare e alle 01:15 il gruppo di trasporto aveva iniziato a ripiegare ma, poco dopo, un siluro impattò con la poppa del Teruzuki, sul lato di babordo; l'esplosione fu tale da strappare l'albero motore di sinistra, il timone e incendiare il carburante e uno dei depositi poppieri delle torri principali. Un'altra fonte riporta invece che due siluri fecero centro alle 01:00 circa. Il contrammiraglio Tanaka, ferito e momentaneamente svenuto, lasciò il Teruzuki alle 01:33 assieme allo stato maggiore della 2ª Squadriglia per sistemarsi sul Naganami; altri 140 uomini furono trasferiti a bordo dell'Arashi. Queste operazioni furono disturbate dall'arrivo di altre due motosiluranti che, però, furono rivelate dagli incendi sul Teruzuki e bersagliate: una fu affondata. Intanto gli sforzi per salvare l'unità immota non erano valsi a nulla e, alle ore 03:15, fu dato ordine di abbandonare la nave e mandarla a fondo. Il capitano Orita, il comandante della 61ª Divisione e altri 154 uomini presero posto sulle lance di salvataggio e raggiunsero Kamimbo, per essere prelevati nei giorni successivi e tornare a Truk. Il destino finale del Teruzuki, comunque, non è limpido. Una fonte riporta che l'ordine di affondamento fu eseguito alle ore 04:00 del 12 dicembre, mentre un'altra afferma esplicitamente che il grosso vascello fu devastato e colato a picco dalle detonazioni delle bombe di profondità. Con esso rimasero nove cadaveri.
Il Teruzuki fu cancellato dai ruoli della Marina imperiale il 15 gennaio 1943. Non sembra, inoltre, che si siano conservate le precise coordinate del punto dell'affondamento, genericamente collocato dinanzi Kamimbo.